# ROH 베스트 인 더 월드
베스트 인 더 월드(ROH Best in the World)는 링 오브 오너가 주관하는 월간 페이퍼뷰로 2011년 6월 26일 진행된 인터넷 PPV이다.

## 같이 보기
- 링 오브 아너